# Rainer Hornauer
Rainer Hornauer (* 27. März 1950) ist ein ehemaliger deutscher Fußballspieler, der in den 1970er und 1980er Jahren in Hennigsdorf Zweitligafußball bestritt.

## Sportliche Laufbahn
Von 1969 bis 1971 spielte Rainer Hornauer mit der Betriebssportgemeinschaft (BSG) Motor Hennigsdorf in der drittklassigen Bezirksliga Potsdam. Zur Saison 1971/72 wechselte er zum Ortsrivalen Stahl Hennigsdorf, wo er bis 1983 in der zweitklassigen DDR-Liga aktiv war.
Hornauer begann bei der BSG Stahl als Mittelfeldspieler und gehörte bis zur Saison 1981/82 mit Ausnahme der Spielzeiten 1974/75 (verletzt) und 1978 bis 1979 (NVA-Reservistendienst) stets zum Spielerstamm. Nachdem er im Laufe der Saison 1976/77 vermehrt als Stürmer eingesetzt worden war, wurde er mit 13 Treffern erstmals Torschützenkönig der BSG Stahl und war zugleich bester Schütze in der Ligastaffel B. In dieser Saison wurde seine Mannschaft Staffelsieger und nahm an den Aufstiegsspielen zur DDR-Oberliga teil. Von den acht Spielen bestritt Hornauer fünf Partien, der Aufstieg wurde jedoch nicht erreicht. Hennigsdorfer Torschützenkönig wurde Hornauer auch in den Spielzeiten 1977/78 mit 14 und 1980/81 mit 10 Treffern. Zur Saison 1980/81 wurde er als Mannschaftskapitän gewählt und behielt dieses Amt bis 1983. In der Saison 1982/83 erschien Hornauer zum letzten Mal im Liga-Aufgebot der BSG Stahl, vorgesehen als Mittelfeldspieler. Seinen Platz im Angriff übernahm der Neuzugang Rüdiger Uentz. Hornauer kam nur noch in zehn Ligaspielen zum Einsatz und erzielte nur ein Tor.
Die letzte DDR-Liga-Saison absolvierte Hornauer 1983/84, für die er offiziell nicht mehr im Ligakader vorgesehen war. Er kam jedoch in der Hinrunde noch in fünf Ligaspielen zum Einsatz, zum letzten Mal im 13. Punktspiel. Zu diesem Zeitpunkt war er bereits seit dem 7. Spieltag Trainer der Mannschaft. In dieser Spielzeit wurde die DDR-Liga zum letzten Mal mit fünf Staffeln ausgetragen, künftig spielte sie nur noch mit zwei Staffeln. Stahl Hennigsdorf erreichte in seiner Staffel nur Platz zehn und konnte sich damit nicht mehr für die DDR-Liga qualifizieren. Hornauer, der für Stahl Hennigsdorf 201 Ligaspiele und fünf Oberliga-Aufstiegsspiele bestritten hatte und dabei 63 Tore erzielte, blieb Stahl Hennigsdorf noch bis 1988 als Trainer erhalten, später trainierte in der Nachwendezeit den FSV Velten.